# Andrzejki

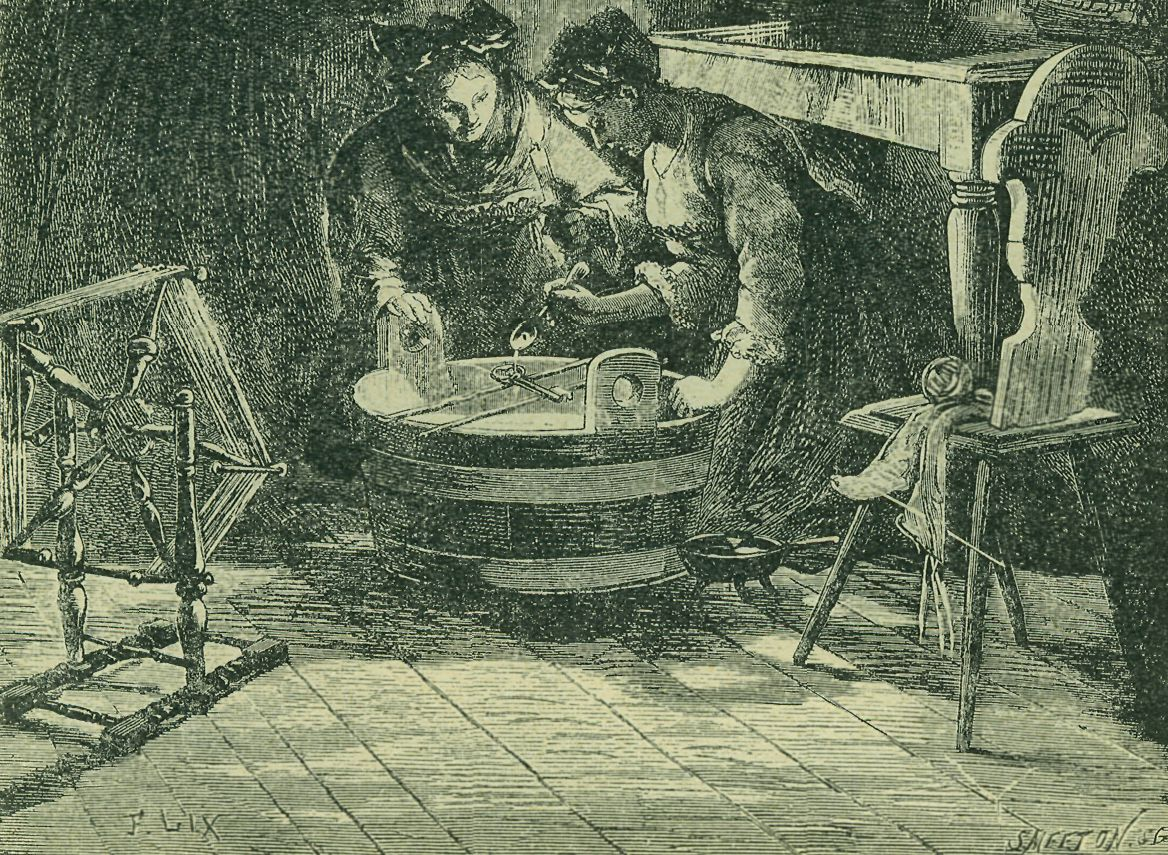
Wylewanie ołowiu na zimną wodę przez ucho od klucza

Andrzejki – wieczór wróżb odprawianych w nocy z 29 na 30 listopada, w wigilię świętego Andrzeja, patrona Szkocji, Grecji i Rosji. Pierwsza polska wzmianka literacka o nim pojawiła się w 1557 roku za sprawą Marcina Bielskiego.
Dzień ten przypada na końcu lub na początku roku liturgicznego. Andrzejki są specjalną okazją do zorganizowania ostatnich hucznych zabaw przed rozpoczynającym się adwentem.
W Szkocji obchodzony 30 listopada dzień świętego Andrzeja jest świętem narodowym.

## Historia
Kiedyś wróżby andrzejkowe miały charakter wyłącznie matrymonialny i przeznaczone były tylko dla niezamężnych dziewcząt (męskim odpowiednikiem andrzejek były katarzynki). Początkowo andrzejki traktowano bardzo poważnie, a wróżby odprawiano tylko indywidualnie, w odosobnieniu; w czasach późniejszych przybrały formę zbiorową, organizowaną w grupach rówieśniczych panien na wydaniu, zaś współcześnie przekształciły się w niezobowiązującą zabawę gromadzącą młodzież obojga płci.
Pochodzenie andrzejkowych wróżb matrymonialnych nie jest do końca znane – niektórzy autorzy wskazują na starożytną Grecję, podkreślając podobieństwo źródłosłowu imienia Andrzej (Andreas) i greckich słów aner, andros oznaczających męża, mężczyznę; inni odwołują się do kultu starogermańskiego boga Frejra, dawcy bogactw, bóstwa miłości i płodności.

## Niektóre andrzejkowe wróżby i zabiegi magiczne

### Indywidualne
- Dziewczyny wysiewały w garnkach lub na skrawku pola ziarna lnu i konopi, które zagrabiano męskimi spodniami, w nadziei, że sprowadzi to do domu kandydata na męża (Kresy Wschodnie).
- Jeśli dziewczyna pościła przez cały dzień i modliła się do świętego Andrzeja, to we śnie mógł ukazać się jej przyszły ukochany (powszechne).
- Jeśli ucięta przez pannę w dniu świętego Andrzeja gałązka wiśni lub czereśni zakwitła w wigilię Bożego Narodzenia, dziewczyna mogła liczyć na rychłe pójście za mąż (powszechne).

### Zbiorowe

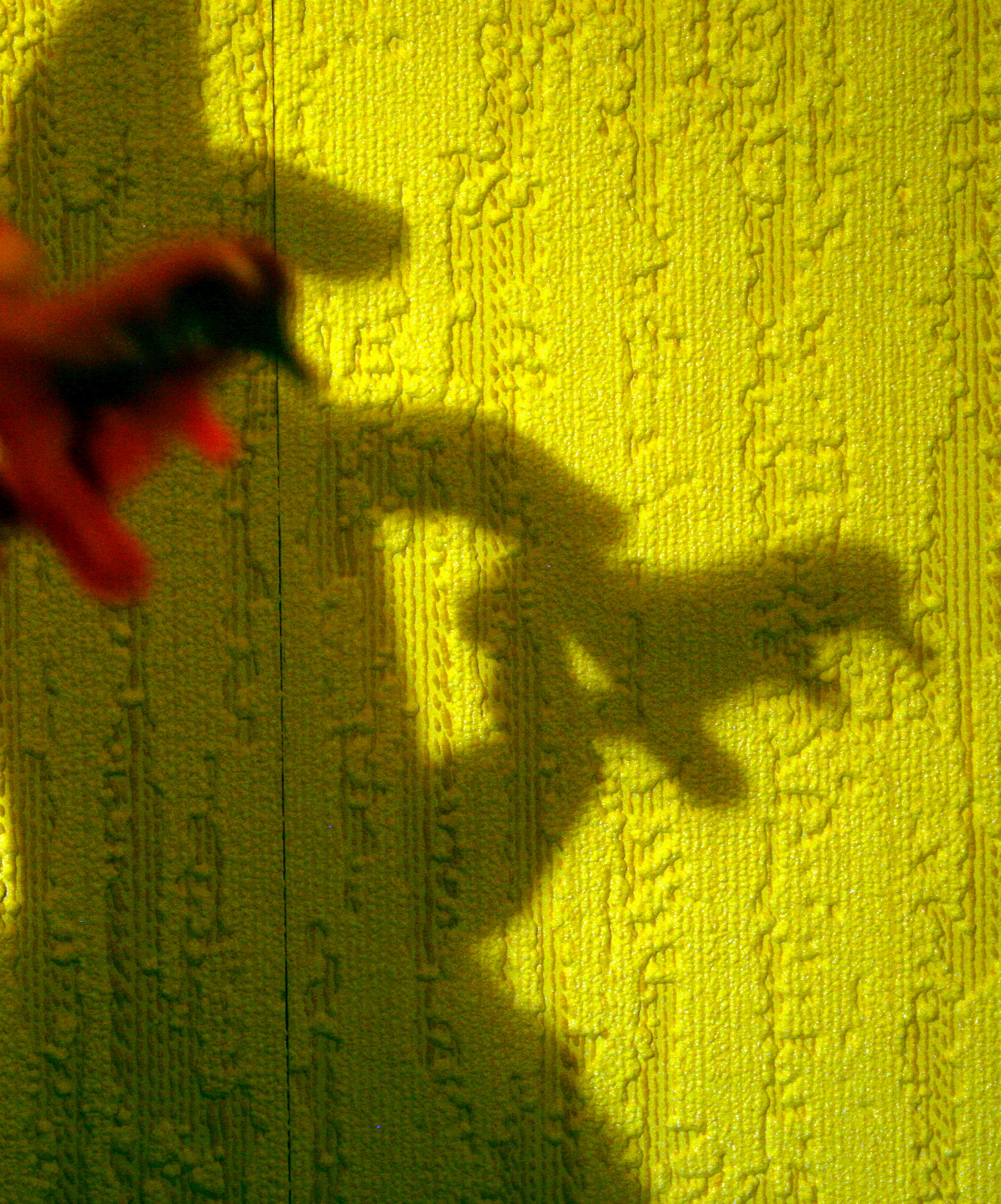
Cień rzucany przez figurę odlaną z wosku

- Losowanie przedmiotów o symbolicznym znaczeniu, np. listek oznaczał staropanieństwo, obrączka lub wstążka z czepka – bliski ślub, różaniec – stan zakonny.
- Wylewanie wosku na zimną wodę (często przez ucho od klucza) i wróżenie z kształtu zastygłej masy lub rzucanego przez nią cienia sylwetki przyszłego wielbiciela, akcesoriów związanych z jego zawodem itp. (zob. też ceromancja).
- Ustawianie od ściany do progu jeden za drugim butów zgromadzonych panien: ta, której but pierwszy dotarł do progu, miała jako pierwsza wyjść za mąż.
- Strona, od której zaszczekał pies, miała być tą, z której nadejdzie przyszły oblubieniec.
- Dziewczyny dawały psu pieczone pierożki[4] lub kulki z ciasta oznaczające jedną z nich i obserwowały, którą pies zje jako pierwszą.
- Panny ustawiały się w koło i wpuszczały do środka gąsiora z zawiązanymi oczami; dziewczyna, do której gąsior najpierw podszedł (albo skubnął) – jako pierwsza miała wyjść za mąż (wróżba znana na Kujawach i w Małopolsce)[5].
- Dziewczyny kładły na ławie placki posmarowane tłuszczem i sprowadzały psa; ta dziewczyna, której placek został najpierw zjedzony, jako pierwsza miała wyjść za mąż (wróżba znana na Mazowszu)[5].
- Uczestnicy zabawy pisali imiona na dwóch kartkach: imiona dziewczyn na jednej, a chłopców na drugiej. Potem dziewczyna przekłuwała z czystej strony kartkę z imionami chłopców tak, by ich nie widzieć. Dziewczyna miała potem wyjść za mąż za chłopca o imieniu, które przekłuła. Chłopcy natomiast przekłuwali kartkę z imionami dziewczyn (wróżba nowoczesna, znana w całej Polsce) .
- Wróżenie ze skórki jabłka – panna obiera jabłko tak, by skórka była jak najdłuższa; następnie rzuca ją za plecy przez lewe ramię. Litera, w jaką ułoży się skórka będzie pierwszą literą imienia jej narzeczonego.[potrzebny przypis]